# True Religion (одяг)
True Religion Brand Jeans, Тру Реліджен (Істинна релігія) — американська торгова марка з виробництва одягу (переважно дорогих джинсів) заснована у грудні 2002 року Джеффом Любеллом й Кимом Голдом з офісним центром у місті Вернон у Каліфорнія. Особливістю бренду є шкіряний ярлик на джинсах з зображенням напівоголенного Будди, що натякає на буддизм. Джинси позоціонуються як «зроблені у США».
True Religion Brand Jeans зосереджена на виробництві джинсового одягу (деніму) преміум класу, що лише деякий дійсно вироблено у США. У 2009 році True Religion продавали у близько 900 бутіках й спеціалізованих магазинах у 50 країнах на шести континентах. Флагманський магазин було відкрито 2005 року у Манхеттен-Біч у Каліфорнії. Продукція True Religion продається у великих американських універмагах, як Von Maur, Nordstrom, Bloomingdales, Saks Fifth Avenue та у деяких інших. Бренд був вимушений закрити свої магазини через банкрутство.

## Придбання
Проблеми почалися через поганий різдвяний розпродаж 2011 року. 9 жовтня 2012 року, після оголошення про «пошук стратегічних альтернатив» ціна акцій впала на 40 %. Також журнал Форбс зазначив, що акції True Religion зросли за попередні роки лише на 11,6 %, коли акції конкурентів, таких як Ральф Лорен та інших, подвоїлися у вартості. Вже у 2013 році True Religion була прибдана TowerBrook Capital Partners з 52 % премією на вартість акції.
Перед викупом підприємства, True Religion торгувалася на біржі NASDAQ під символом TRLG.

## Банкрутство
Проте попереднє вливання капіталу не допомогло True Religion уникнути банкрутства у 2017 році підприємство визнало, що кредитні зобов'язання у 534,7 млн.$ перевищують активи у 243,3 млн доларів удвічі.
В результаті чого True Religion була вимущена закрити 27 магазинів у ЗДА.